# Calle Apolinar Jaén
La calle Jaén es una calle ubicada en La Paz, Bolivia. La calle alberga bares, cafés y museos, como la casa de Pedro Domingo Murillo. Durante el siglo XVI fue conocida por ser un mercado de compra y venta de camélidos por ello tenía antiguamente el nombre de  "Cabracancha" según el historiador Nicolás Acosta. Tiene una extensión de 100 metros. Sus edificaciones con balcones y calles empedradas conservan el estilo colonial.

## Galería

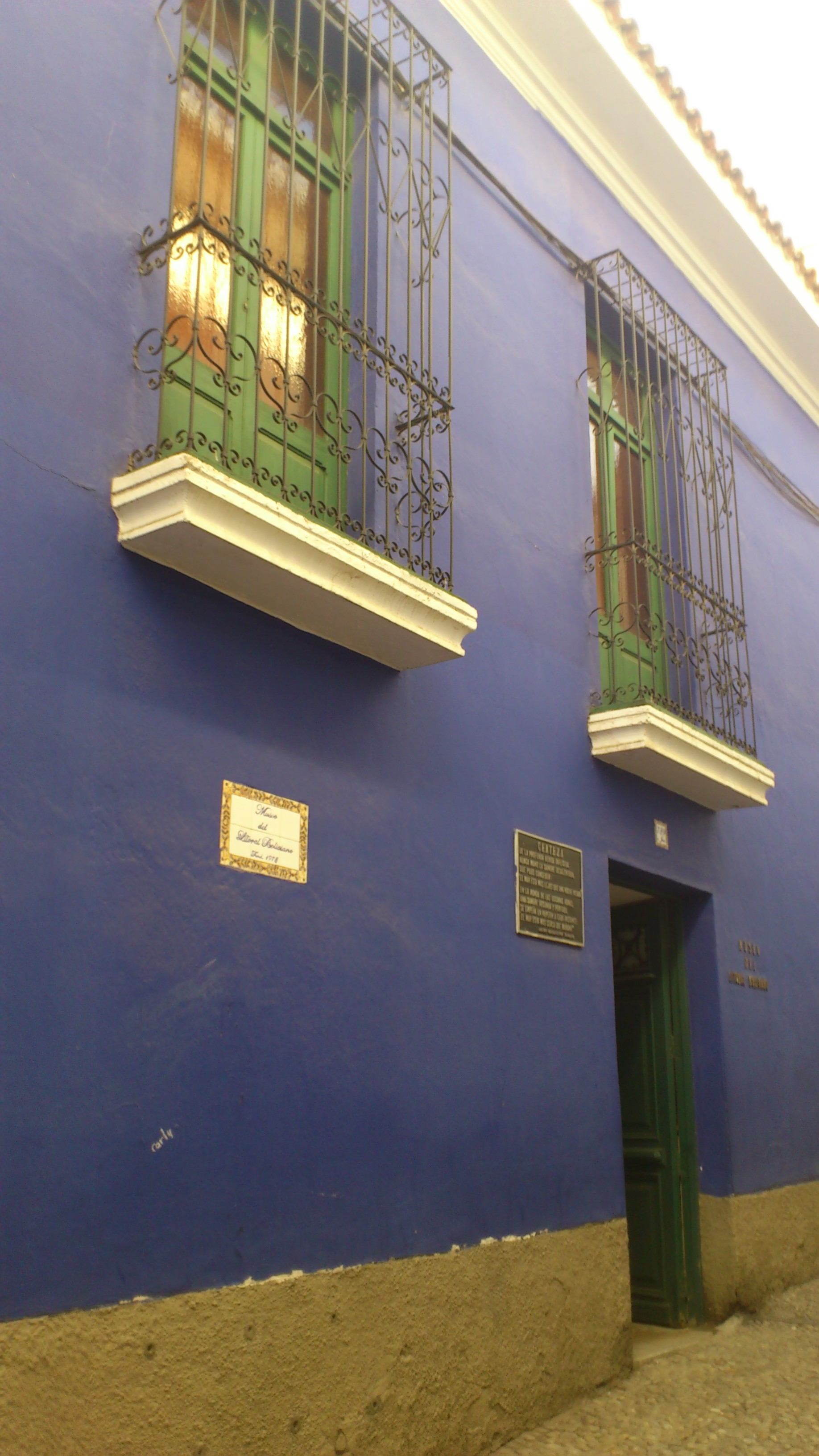
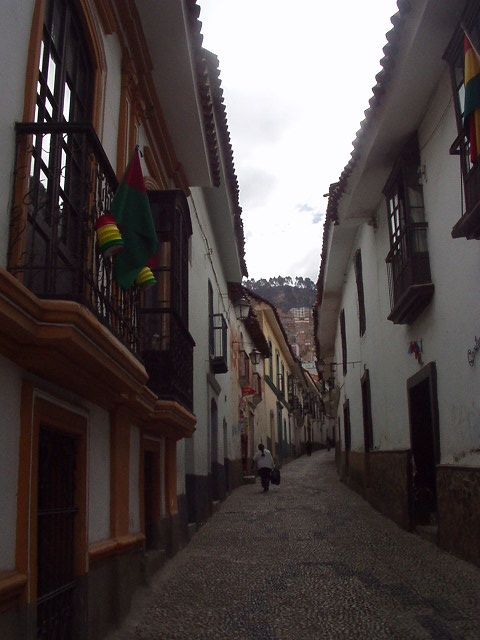
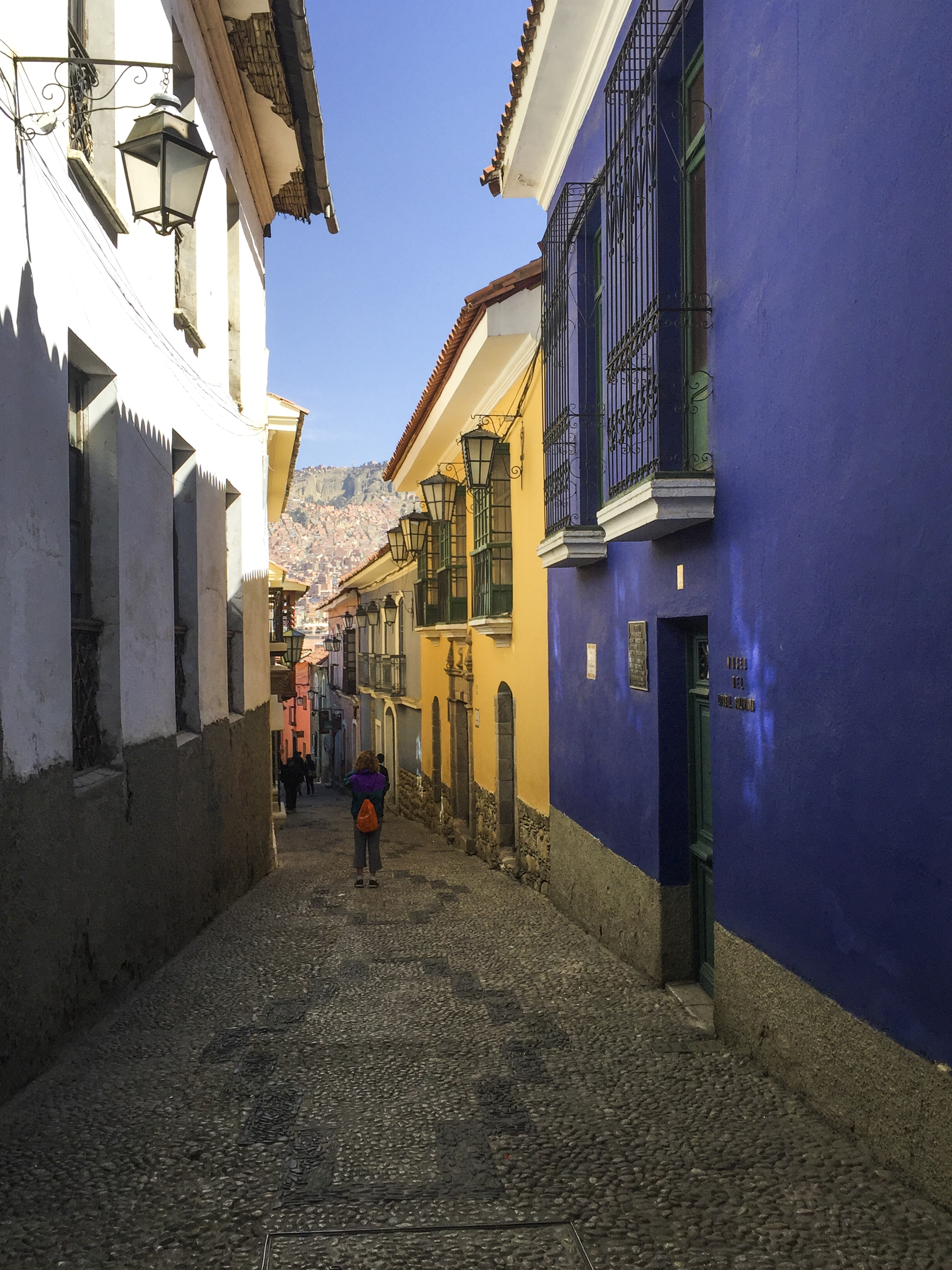

## Lugares de interés
- Museo Costumbrista
- Museo de Metales Preciosos[6]
- Museo Litoral Boliviano
- Casa de Pedro Domingo Murillo
- Museo de Instrumentos musicales
- Museo Rosita Ríos